# Hulterstad
Hulterstad è una località (småort) storica situata nel sudovest dell'isola di Öland, in Svezia, frazione del comune di Mörbylånga.
Ospita un cimitero vichingo.